# America’s Frontline Doctors
America’s Frontline Doctors (AFLDS) — американская политическая организация правого толка, аффилированная с соучредителем Tea Party Patriots Дженни Бет Мартин и публично возглавляемая Симоной Голд. Группа выступает против мер, направленных на борьбу с пандемией COVID-19, включая локдауны и вакцинацию, и распространяет ложные утверждения о пандемии COVID-19 и вакцинах от COVID-19.
AFLDS впервые появилась публично во время мероприятия для СМИ 27 июля 2020 года, на котором они выступали за использование перепрофилированных лекарств, таких как гидроксихлорохин, для лечения COVID-19. У предлагаемых группой средств отсутствуют доказательства эффективности против COVID-19, опубликованные в рецензируемых научных изданиях, и они не одобрены для этого регулирующими органами. Группа также утверждала, что фармацевтическая промышленность намеренно спонсирует исследования, показывающие, что лекарства неэффективны. Видео мероприятия распространялось через консервативные веб-сайты и социальные сети, а также продвигалось президентом Дональдом Трампом и его сыном.
С появлением вакцин против COVID-19, начавшимся в январе 2021 года, группа начала выступать против прививок, выдвигая ложные заявления в отношении эффективности и безопасности вакцин и пытаясь подать в суд на федеральное правительство США с целью аннулирования разрешения на использование вакцин в чрезвычайных ситуациях (EUA). Группа также начала продвигать платные телемедицинские консультации с врачами, прошедшими обучение в AFLDS, которые прописывали лекарства, продвигаемые группой, в качестве средства от COVID-19.

## История

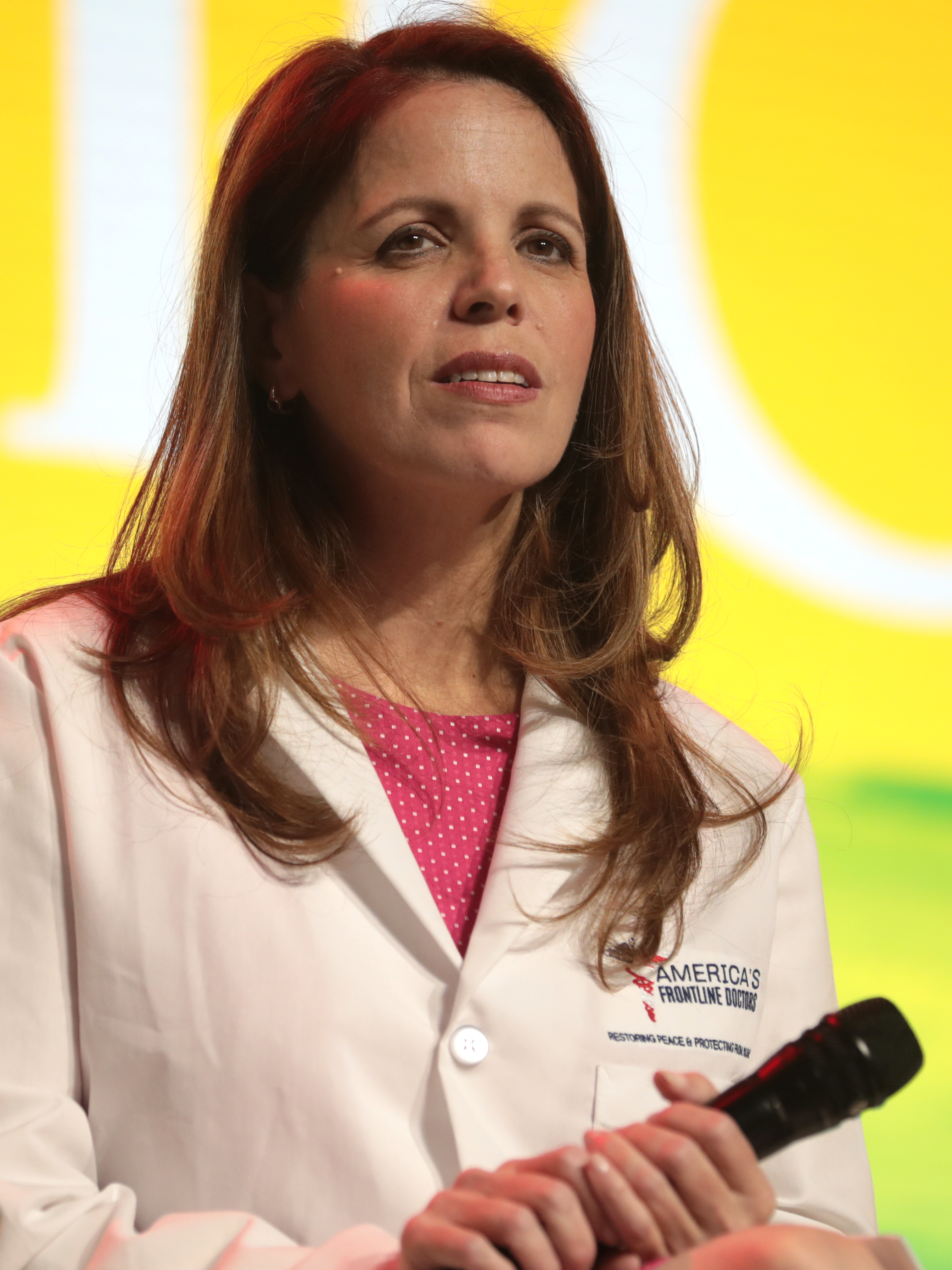
Симона Голд, основатель и лидер группы, выступает на студенческом саммите активистов Turning Point USA 2020

### Появление и предшественники
Хотя её основатели и характеризуют America’s Frontline Doctors как «низовую» организацию, она тем не менее имеет связь с консервативным общественным движением Совет национальной политики (CNP), а также с организацией «Tea Party Patriots».
В противовес мерам по борьбе с пандемией COVID-19, таким как закрытие предприятий и локдаун, в конце апреля 2020 года CNP сформировала коалицию, известную как «Спасите нашу страну». В руководство группы входили Адам Брэндон из FreedomWorks, соучредитель Tea Party Patriots Дженни Бет Мартин, Стивен Мур и Лиза Нельсон из Американского законодательного совета. В пресс-релизе, объявившем о создании коалиции, Мартин утверждала, что "долгосрочные последствия длительного локдауна перевешивают ущерб, нанесённый самим вирусом. FreedomWorks и Tea Party Patriots в рамках коалиции продвигали протесты против изоляции.
В мае 2020 года из Центра СМИ и демократии просочилась телефонная конференция лоббистской структуры CNP, в которой участвовали президент CNP Уильям Уолтон, Мерседес Шлапп — старший советник кампании по переизбранию Дональда Трампа в 2020 году и Нэнси Шульце — жена бывшего конгрессмена Ричарда Т. Шульце. Во время телефонного разговора Шульце сообщила, что для лоббирования «перезапуска» экономики создаётся коалиция врачей; она утверждала, что эти врачи пользуются высоким доверием, а левые склонны «ценить и прислушиваться к» науке, и что «у нас есть доктора, которые располагают фактами и сами через все прошли, которые находятся на передовой и говорят, что пора открывать предприятия». Шлапп заметила, что они «из тех людей, которым мы хотим помочь пробиться на телевидение и радио, чтобы донести информацию».
19 мая 2020 года коалиция «Доктор каждый день» опубликовала открытое письмо президенту Трампу, главным подписантом которого выступила Симона Голд. В нём утверждалось, что локдауны сами по себе были «происшествием с массовыми жертвами», и что «невозможно переоценить краткосрочный, средний и долгосрочный вред здоровью людей при длительном заточении». Во время встречи в Белом доме по вопросам школ в начале июля Дженни Бет Мартин публично призвала к открытию школ осенью и сказала Трампу, что она «связалась с почти тысячей врачей со всей страны» и «помогала» Голд с вышеупомянутым открытым письмом. Отрывок с её замечаниями разошёлся по консервативным СМИ, часто без всяких ссылок на Мартин или её соратников.
В своих выступлениях в СМИ до 27 июля 2020 года (в том числе в шоу «Политика виски» и «Шоу Чарли Кирка») Голд продвигала различные формы дезинформации о COVID-19, включая заявления об эффективности гидроксихлорохина в качестве терапевтического средства, об отсутствии научных оснований для масочного режима и о том, что врачи фальсифицировали свидетельства о смерти, чтобы искусственно увеличить количество потерь от COVID-19.

### «Саммит белых халатов»и другие мероприятия
27 июля 2020 года «Патриоты чаепития» организовали и профинансировали пресс-конференцию в Вашингтоне, округ Колумбия, перед зданием Верховного суда, получившую название «Саммит белых халатов», в которой участвовала группа во главе с Голд, назвавшая себя «американскими врачами с передовой». Группа утверждала, что коктейль из гидроксихлорохина, Zithromax и цинка может быть использован в качестве «лекарства» от COVID-19, и поэтому меры общественного здравоохранения, такие как изоляция, социальное дистанцирование и масочный режим, не нужны. Ни один из названных препаратов не был одобрен FDA или другими регулирующими органами в качестве средств для лечения COVID-19, и заявления не подтверждаются экспертами.
Одна из выступавших, Стелла Иммануэль, сказала, что она сама лечила и вылечила 350 пациентов с COVID-19, используя вышеупомянутый коктейль, а врачей, отказывающихся использовать гидроксихлорохин назвала «добрыми немцами, позволяющими нацистам убивать евреев». Также члены саммита обвинили «фейковые фармацевтические компании» в спонсировании исследований, доказавших неэффективность гидроксихлорохина против COVID-19.
Мероприятие транслировалось в прямом эфире на сайте Breitbart News. Видеозапись же была опубликована в группах Facebook, посвящённых конспирологии и движению против вакцинации, а также в Twitter, где им поделились президент Трамп (который также продвигал эти препараты) и его сын Дональд Трамп-младший. Ссылаясь на политику против дезинформации о COVID-19, Facebook, Twitter и YouTube начали удалять публикации с видео. Согласно подсчётам, до удаления посты с видео собрали в Facebook более 14 миллионов просмотров. Twitter ограничил учётную запись Трампа-младшего на 12 часов после того, как он загрузил версию видео в свой аккаунт.
Когда Трампа спросили о видео, он назвал группу «очень уважаемыми врачами», а Иммануэль — «впечатляющей». Когда его спросили, почему он доверяет Иммануэль, несмотря на её историю с пропагандой заговоров (таких как идея о том, что ДНК инопланетян используют для лечения), Трамп ответил: «Она меня очень впечатлила, в том смысле, что там, откуда она приехала — я не знаю, из какой она страны, — но она сказала, что добилась там огромного успеха с сотнями разных пациентов». Голд же после этого события сказала, что её уволили с должности врача отделения неотложной помощи в двух больницах.
После захвата Капитолия США в январе 2021 года Голд, а также директор по связям с общественностью AFLDS Джейсон Стрэнд были арестованы за участие в беспорядках.

### Антивакцинаторская деятельность
К январю 2021 года AFLDS перешла к антипрививочным действиям и распространению дезинформации о вакцинах против COVID-19. Группа ошибочно утверждала, что вакцины COVID-19 «неэффективны для лечения или предотвращения» COVID-19, и ложно утверждала, что вакцины стали причиной 45 000 смертей. Группа выступала против «принуждения» к использованию «экспериментальных вакцин» (несмотря на то, что на тот момент ещё не существовало обязательной вакцинации). Организация также опубликовала доклад, якобы развенчивающий «мифы» о COVID-19 и утверждающий о «цензуре» в отношении преимуществ гидроксихлорохина и потенциальных опасностях вакцины и рекомендующий «раннее или профилактическое лечение» с использованием «проверенных лекарств». Группа назвала вакцины «экспериментальными биологическими агентами».
В мае 2021 года AFLDS подала иск на Министерство здравоохранения и социальных служб США в Окружной суд в Северном округе Алабамы. Группа стремилась аннулировать разрешение FDA на экстренное использование вакцин, что должно было привести к прекращению их распространения. В своей петиции и ходатайствах группа выдвинула ряд ложных заявлений, в том числе о том, что вакцины от COVID-19 похожи на коммунистическое «промывание мозгов»; что вакцины против COVID-19 «неэффективны»; и что вакцины от COVID-19 убили не менее 45 000 человек в Соединённых Штатах. К иску также присоединился Скотт Дженсен, бывший член Сената Миннесоты и кандидат от республиканцев на пост губернатора Миннесоты.

### SpeakWithAnMD («Поговори с доктором»)
America’s Frontline Doctors аффилирована с сайтом телемедицины SpeakWithAnMD,  которым управляет сторонник теорий заговора Джером Корси. Его основное занятие — распространение лекарств, которые, по утверждениям правых, являются средствами от COVID-19. При обращении через веб-сайт AFLDS с пользователя взимается 90 долларов США за медицинскую консультацию с «обученным AFLDS» врачом, которую предоставляет Encore Telemedicine. Затем заказы на лекарства отправляются в интернет-аптеку Ravkoo, за что взимается дополнительная плата, которая может варьироваться.
Сотни клиентов и жертвователей обвинили организацию во взимании платы за консультации и рецепты на ивермектин и неисполнении обещанных услуг, а также в направлении клиентов в онлайн-аптеки, которые взимали чрезмерные цены за распространённый антипаразитарный препарат, который также не был одобрен FDA или другие регуляторы в качестве терапевтического средства при COVID-19.
В сентябре 2021 года, основываясь на данных, просочившихся в результате анонимного взлома Cadence Health и Ravkoo, издание The Intercept подсчитало, что AFLDS и его партнёры получили 6,7 миллиона долларов дохода от этих консультаций в период с 16 июля по 12 сентября 2021 года.